# جون هيروميتشي
جون هيروميتشي (باليابانية: 廣道純؛ بالكانا: ひろみち じゅん) هو منافس ألعاب قوى ياباني، ولد في 21 ديسمبر 1973.